# Catherine McGoohan
 (mai 2023).
Si vous disposez d'ouvrages ou d'articles de référence ou si vous connaissez des sites web de qualité traitant du thème abordé ici, merci de compléter l'article en donnant les références utiles à sa vérifiabilité et en les liant à la section « Notes et références ».
 Catherine McGoohan  est une actrice américano-britannique, née le 31 mai 1952 à Londres (Royaume-Uni).
Elle est la fille de l’acteur et réalisateur Patrick McGoohan.

## Biographie
Catherine McGoohan est la fille aînée de l'acteur et réalisateur Patrick McGoohan et de l'actrice britannique Joan Drummond. Elle a deux sœurs plus jeunes, Anne née en 1959 et Frances née en 1960. Elle déménage aux États-Unis avec ses parents et ses sœurs à la fin des années 1960. 
Elle se marie au producteur de films Cleve Landsberg, elle a deux filles (Sarah, et Erin Landsberg-Fortin’s) et un petit-fils nommé Jack Patrick Lockhart. Elle est apparue aux côtés de son père dans l’épisode En grandes pompes - Tu retourneras en poussière de la série Columbo en 1998, qu'il a également réalisé.

## Filmographie
- 1984 : Les Rues de l'enfer (Savage Streets)
- 1985 : Les deux font la paire (Scarecrow and Mrs. King)
- 1986 : A Time to Triumph
- 1986 : Of Pure Blood
- 1992 : Blind Vision
- 1993 : Agence Acapulco (Acapulco H.E.A.T.)
- 1995 : Nothing Personal
- 1996 : Flic de mon cœur
- 1997 : Beyond Belief: Fact or Fiction
- 1998 : Columbo : En grandes pompes - Tu retourneras poussière (Ashes to Ashes) (série)
- 2000 : Farewell, My Love
- 2000 : Family Jewels